# U.S. National Championships 1965
Gli U.S. National Championships 1965 (conosciuti oggi come US Open) sono stati la 85ª edizione degli U.S. National Championships e quarta prova stagionale dello Slam per il 1964. I tornei di singolare e doppio misto si sono disputati al West Side Tennis Club nel quartiere di Forest Hills di New York, quelli di doppio maschile e femminile al Longwood Cricket Club di Chestnut Hill, negli Stati Uniti.
Il singolare maschile è stato vinto dallo spagnolo Manuel Santana, che si è imposto sul sudafricano Cliff Drysdale in quattro set col punteggio di 6–2, 7–9, 7–5, 6–1. Il singolare femminile è stato vinto dall'australiana Margaret Court, che ha battuto in finale la statunitense Billie Jean King. Nel doppio maschile si sono imposti Roy Emerson e Fred Stolle. Nel doppio femminile hanno trionfato Carole Caldwell Graebner e Nancy Richey. Nel doppio misto la vittoria è andata a Margaret Smith, in coppia con Fred Stolle.

## Seniors

### Singolare maschile
Manuel Santana ha battuto in finale  Cliff Drysdale con il punteggio di 6–2, 7–9, 7–5, 6–1.

### Singolare femminile
Margaret Court ha battuto in finale  Billie Jean King con il punteggio di 8–6, 7–5.

### Doppio maschile
Roy Emerson /  Fred Stolle hanno battuto in finale  Frank Froehling /  Charles Pasarell con il punteggio di 6–4, 10–12, 7–5, 6–3.

### Doppio femminile
Carole Caldwell Graebner /  Nancy Richey hanno battuto in finale  Billie Jean King /  Karen Hantze Susman con il punteggio di 6–4, 6–4.

### Doppio misto
Margaret Smith /  Fred Stolle hanno battuto in finale  Judy Tegart /  Frank Froehling con il punteggio di 6–2, 6–2.